# Neoconfucianismo

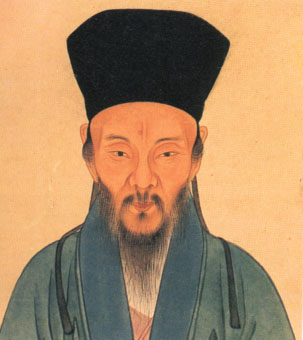
Want Shouren

El neoconfucianismo (en caracteres chinos simplificados: 宋明理学; caracteres chinos tradicionales: 宋明理學; pinyin: Sòng-Míng Lǐxué o también acortado como 理學) es una filosofía china moral, ética y metafísica influida por el confucianismo y que incorpora ideas del taoísmo y el budismo. Fue originada por Han Yu y Li Ao (772-841) en la dinastía Tang y tuvo un lugar prominente durante las dinastías Song y Ming. El neoconfucianismo, surgió como respuesta al predominio del taoísmo y el budismo en los ámbitos intelectual y político.
El pensamiento confuciano ha adoptado diversas formas a medida que ha respondido y se ha adaptado a cambios en el panorama cultural e intelectual. Uno de los cambios más notables surgió después de que el budismo se convirtiera en una importante fuerza religiosa y filosófica en China, un proceso que comenzó en el siglo IV d. C. y alcanzó su máximo auge en el siglo XI. En ese momento, varios filósofos contribuyeron a remodelar el confucianismo para que pudiera competir más favorablemente con el budismo, en parte mediante el desarrollo de una metafísica más sólida y la adopción de perspectivas más radicales sobre los peligros del deseo humano.  El término «neoconfucianismo» es de origen moderno y no fue usado por ninguno de los pensadores asociados con esta tradición (quienes con frecuencia no estaban de acuerdo entre ellos), pero ha ganado aceptación en las últimas décadas tanto en China como en occidente para referirese al amplio renacimiento del pensamiento confuciano que surgió en la dinastía Song y que se hizo central para la cultura china y gran parte de la cultura del este asiático o los siguientes ocho siglos. La mayoría de los principales pensadores confucianos de las dinastías Song, Yuan y Ming son descritos hoy como neoconfucianos, utilizando un término de alcance y significado algo ambiguos. En un sentido más estricto, el término «neoconfuciano» se refiere a un subgrupo de tales pensadores que pertenecieron o rastrearon gran parte de sus orígenes filosóficos a un importante grupo de confucianos del siglo XI. Este grupo incluía a Zhou Dunyi (1017-1073), Zhang Zai (1020-1077) y, según algunos, a Shao Yong (1011-1077), pero los filósofos que más sobresalieron entre ellos fueron los hermanos Cheng Hao (1032-1085) y Cheng Yi (1033-1107). Con unas pocas excepciones notables a finales de la dinastía Ming, casi todos los pensadores confucianos más importantes del período Song-Ming fueron neoconfucianos, tanto en el sentido más amplio como en el más estricto: buscaban restablecer el confucianismo después de muchas generaciones de abandono, y veían el aprendizaje del Camino moral (en chino: 道學, Daoxue) como el objetivo central de una educación adecuada, y pertenecían al grupo del siglo XI (que incluía a los hermanos Cheng), o se identificaban con el linaje y las enseñanzas de los hermanos Cheng.

## Antecedentes
El confucianismo es un sistema de pensamiento y comportamiento originado en la antigua China, y se describe de diversas maneras como una tradición, filosofía, religión, teoría de gobierno o forma de vida. Basado en la religión oficial de las dinastías Shang y Zhou (c. 1600–256 a. C.), y en la religión aborigen china, el confucianismo fue fundado por Confucio en la era de las Cien escuelas del pensamiento (c. 500 a. C.), e integra la filosofía, la ética y la gobernanza social, con un enfoque central en la virtud, la armonía social y la responsabilidad familiar.
Los filósofos del período de los Reinos combatientes se basaron en el legado de Confucio, recopilado en las Analectas, y formularon la metafísica clásica que se convirtió en la base del confucianismo. Siguiendo a Confucio, identificaron la tranquilidad mental como el estado de Tian, o «el Uno» (en chino: 一, pinyin: Yī), que en cada individuo es el poder divino otorgado por el Cielo para gobernar la propia vida y el mundo. También ampliaron la teoría, proponiendo la unidad de la producción y la reabsorción en la fuente cósmica, y la posibilidad de comprenderla y, por lo tanto, recuperarla mediante un estado mental correcto. Esta línea de pensamiento habría influido en todas las teorías y prácticas místicas individuales y políticas colectivas chinas posteriores. En la dinastía Han (206 a. C.-220 d. C.), los confucianos, comenzando con Dong Zhongshu, sintetizaron el confucianismo de la época de los Reinos Combatientes con las ideas del yin y el yang, y el wuxing, así como con la superstición popular y las escuelas previas que dieron origen a la Escuela de Naturalistas.
El budismo había sido introducido en China en la dinastía Han a través de la red de la Ruta de la Seda, transmitido por las poblaciones budistas que habitaban las regiones occidentales, la actual Sinkiang, y posteriormente por indoeuropeos, predominantemente tocarios y sacas. Tras su entrada en China, el budismo se fusionó con el taoísmo temprano y tradiciones esotéricas chinas. A lo largo de toda la dinastía Han, el taoísmo y el budismo se entremezclaron constantemente al punto de parecer una sola religión,  y el budismo comenzó a adquirir una influencia significativa, particularmente tras la caída de la dinastía Han, en el período de división política.  Cuando el budismo se convirtió en una religión establecida, empezó a competir con la religión indígena china y los movimientos taoístas, denominados despectivamente como Caminos de los Demonios (en chino: 鬼道; pinyin: guǐdào) en la literatura polémica budista.
La conquista budista de China y la simultánea sinización del budismo duraron al menos seis siglos. Dado que las ideas budistas se introdujeron en China a través de categorías taoístas y que el desarrollo de la religión taoísta se benefició de tener instituciones y prácticas budistas como modelos, la dinámica espiritual en la China medieval se caracterizó por los valores budistas y taoístas. En este contexto, el resurgimiento del confucianismo como fuerza intelectual líder implicó, por lo tanto, tanto una respuesta creativa al desafío budista y taoísta como una reapropiación imaginativa de ideas confucianas clásicas. Además, tras el colapso de la dinastía Tang, las graves amenazas a la supervivencia de la cultura china por parte de los kitán, los yurchen (jin) y, posteriormente, los mongoles, impulsaron a los letrados a proteger su herencia común intentando profundizar su autoconciencia crítica comunitaria. Para enriquecer su conocimiento personal y preservar a China como un estado-civilización, exploraron los recursos simbólicos y espirituales que hacían del confucianismo una tradición viva.
La dinastía Song (960-1279), si bien militarmente débil y mucho más pequeña que la dinastía Tang, experimentó un esplendor cultural y prosperidad económica sin precedentes en la historia de China que produjo mercados florecientes, centros urbanos densamente poblados, complejas redes de comunicación, representaciones teatrales, grupos literarios y religiones populares. El declive de la aristocracia, la amplia disponibilidad de libros impresos, la democratización de la educación y la plena implementación de un sistema de exámenes dieron lugar a una nueva clase social, la «alta burguesía» o nobleza china, funcionarios letrados (en chino: 紳士, shenshi o 縉紳, jinshen), conocidos por su competencia literaria, conciencia social y participación política. Miembros destacados de esa clase como los clasicistas Hu Yuan (993-1059) y Sun Fu (992-1057), los reformadores Fan Zhongyan (989-1052) y Wang Anshi (1021-1086), los escritores y funcionarios Ouyang Xiu (1007-1072) y Su Shi (1037-1101), y el estadista e historiador Sima Guang (1019-1086), contribuyeron al renacimiento del confucianismo en la educación, la política, la literatura y la historia y, colectivamente, al desarrollo de un estilo oficial académico, una forma de vida informada por la ética confuciana.

## Orígenes
Los confucianistas de la Dinastía Song (960-1279) solían estudiar las obras clásicas de su credo, pero también estaban familiarizados con las enseñanzas budistas. El pensamiento budista les ofrecía muchos aspectos dignos de admiración, incluyendo ideas sobre la naturaleza del alma y la relación individuo cosmos, ideas todavía no exploradas por el confucianismo. Los confucianos Song se nutrieron en gran medida del pensamiento budista y sus propias tradiciones, dando lugar al neoconfucianismo. El neoconfucianismo fue concebido entre funcionarios académicos de élite que buscaban actualizar el confucianismo rechazando elementos supersticiosos y metafísicos influenciados por el budismo y el taoísmo. La mayoría de estos confucianos veían al confucianismo como antagonista del taoísmo y el budismo, a los que consideraban incompatibles con aquel y perjudiciales para la sociedad china, lo que resultaba en un declive moral. Confucianos como Sun Fu acusaron a los budistas y taoístas de destruir los Tres Vínculos Fundamentales (descritos en el Mencio) e invitaron a los confucianos practicantes a atacarlos.
El renacimiento confuciano se puede rastrear principalmente a través de una línea de pensadores neoconfucianos desde Zhou Dunyi (1017-1073), pasando por Shao Yong (1011-1077), Zhang Zai (1020-1077), los hermanos Cheng Hao (1032-1085) y Cheng Yi (1033-1107), y el gran sintetizador Zhu Xi (1130-1200). Estos hombres desarrollaron una visión humanista integral en la que el cultivo del yo se integraba con la ética social y la metafísica moral. A ojos de los letrados de la era Song, esta nueva filosofía restauraba fielmente las ideas confucianas clásicas y las aplicaba con éxito a las preocupaciones de su época. Los primeros neoconfucianos surgieron en la segunda mitad del siglo XI, durante un período de intenso debate ideológico. Muchos afirmaban haber encontrado la forma «única» de aprender, una forma de aprendizaje que todos podían compartir y que podía guiar todas sus decisiones. Los neoconfucianos compartían la creencia general de sus contemporáneos de que debía existir una base real para el conocimiento, el significado y la acción. La búsqueda de certeza en el siglo XI fue tanto producto de la creencia de que ahora, era finalmente posible crear un nuevo orden de cosas, una sociedad mejor que la de las dinastías imperiales Han y Tang, como una reacción a la duda e incertidumbre de las élites políticas sobre qué debían hacer. Ya fueran optimistas o temerosos, los escritores del siglo XI asumieron que algo había cambiado, que el presente era diferente del pasado. Y dado que así era, las ideas constitucionales de los imperios Han y Tang (esto es, sus formas de gestionar el tiempo, la política, la cultura, la riqueza o el estatus) no podían guiar los tiempos modernos.
Hubo muchas perspectivas rivales en la comunidad neoconfuciana para emerger un sistema que ligaba los pensamientos budistas y taoístas del momento con algunas de las ideas expresadas en El libro de las mutaciones (I Ching) además de las teorías del yin y yang asociadas al símbolo Taiji. Un motivo típico neoconfuciano son las pinturas de Confucio, Buda y Laozi bebiendo de la misma jarra de vinagre con el título «Los tres maestros son uno!» (véase: Los catadores de vinagre).
Uno de los representantes más importantes del neoconfucianismo fue Zhu Xi (1130-1200), prolífico escritor que defendía sus creencias confucianas sobre la armonía social y una conducta personal adecuada. Uno de sus libros más recordados fue 'Rituales Familiares'( chino simplificado: 家礼 chino tradicional 家禮 pinyin jiālǐ ), donde proveía de consejos detallados sobre la conducta en ceremonias familiares, bodas, veneración de antepasados y funerales. Pronto fue tentado por el pensamiento budista y empezó a argumentar la observancia budista de altos preceptos morales al estilo confuciano. También creía que era importante en cuestiones prácticas perseguir fines académicos y filosóficos, aunque su obra se concentra más en problemas teóricos. Se le atribuyen muchos ensayos intentando explicar que sus ideas no eran budistas o taoístas e incluía algunas críticas feroces al budismo y taoísmo.
Mientras que el neoconfucionismo incorporaba ideas budistas y taoístas, muchos neoconfucianos se declaraban abiertamente contrarios a estas corrientes. De hecho, rechazaban el budismo como una fe. Uno de los más famosos ensayos de Han Yu condena la adoración de Buda. A pesar de esto, los textos neoconfucianos adaptaron pensamientos y creencias budistas a los intereses confucianos. En China el neoconfucianismo fue credo oficialmente reconocido desde su desarrollo con la dinastía Song hasta principios del siglo XX, y los territorios de la China Song más sus vecinos (Corea, Vietnam y Japón) estuvieron profundamente influenciados por el neoconfucianismo durante más de medio milenio.

## Recepción por la autoridad
El neoconfucianismo inicialmente no atrajo a figuras como el emperador Huizong de la dinastía Song debido a su exclusividad hacia la élite. También existía preocupación por la perspectiva neoconfuciana sobre la autoridad del emperador. Cuando el emperador Guangzong de Song (r. 1189-1194) no honró a su padre, el emperador retirado Xiaozong de Song (r. 1162-1189), Zhu Xi y otros neoconfucianos se unieron al esfuerzo para derrocar a Guangzong. Zhu argumentaba que, en la antigüedad, gobernantes y ministros tenían un estatus similar. Los neoconfucianos negaban que el emperador tuviera autoridad sobre los valores culturales y morales, que residían en los letrados y en el proceso de autocultivo.
Algunos neoconfucianos, como Zhang Zai (1020-1077) o Hu Hong (1106-1161), sugirieron que los cargos de gobernador hereditario, creados mediante enfeudamiento (en chino: 封建, pinyin: fengjian), eran superiores a los gobernadores de su época, quienes eran seleccionados según su desempeño en los exámenes imperiales y cambiaban de puesto regularmente. Argumentaban que, al crear bases de poder regionales en torno a gobernadores hereditarios multigeneracionales, China estaría mejor preparada para sobrevivir en caso de que el emperador y la corte imperial cayeran en desgracia. Zhang y Hong creían que la relación entre un gobernador hereditario y sus súbditos sería más familiar e íntima. En 1144, se prohibió a los seguidores neoconfucianos presentarse a los exámenes.
Después de la muerte de Zhu Xi en 1200, se permitió que sus comentarios pudieran enseñarse en las escuelas en 1212, fueron aceptados como establecidos en 1227 y el neoconfucianismo se convirtió en la ortodoxia estatal en 1241.

## Ideas y doctrinas
El neoconfucianismo es una filosofía social y ética que se basa en ideas metafísicas, algunas tomadas del taoísmo. Esta filosofía se caracteriza por ser humanista y racionalista, con la creencia de que el universo puede comprenderse a través de la razón humana y que corresponde a la humanidad crear una relación armoniosa entre el universo y el individuo.
El racionalismo del neoconfucianismo contrasta con el misticismo del budismo Chán, previamente dominante en China. A diferencia de los budistas, los neoconfucianos creían que la realidad existía y podía ser comprendida por la humanidad, aunque las interpretaciones de la realidad diferían ligeramente según la escuela neoconfuciana.

Sin embargo, el espíritu del racionalismo neoconfuciano es diametralmente opuesto al del misticismo budista. Mientras que el budismo insistía en la irrealidad de las cosas, el neoconfucianismo enfatizaba su realidad. El budismo y el taoísmo afirmaban que la existencia surgía de la no existencia y regresaba a ella; el neoconfucianismo consideraba la realidad como una realización gradual del Gran Último... Los budistas, y en cierta medida también los taoístas, confiaban en la meditación y la introspección para alcanzar la razón suprema; los neoconfucianistas optaron por seguir la Razón.

La importancia del principio metafísico del lì (en chino: 理; pinyin: lǐ)—el orden subyacente del universo—en el neoconfucianismo dio al movimiento su nombre chino, literalmente «el estudio del lì» (en chino: 理學, pinyin: lǐxué).
En opinión de los neoconfucianos, la verdadera forma del confucianismo se había perdido después de Mencio, ya que los confucianos «posteriores» estaban más preocupados por los vehículos de conocimiento, tales como los clásicos o la literatura, que por los «valores que todos deberíamos compartir». Afirmaban que los confucianos «posteriores» se habían centrado en el gobierno correcto (como estaba escrito en los textos canónicos) a expensas del «aprendizaje correcto», la base necesaria para el orden moral. Su ideal de orden moral, que podía ser inculcado por eruditos ajenos al gobierno, contrastaba con ideas previas de que la instrucción moral debía ser brindada por parte de las autoridades gobernantes.  Los neoconfucianos se distinguían por su mayor preocupación por la ética y la moral personales. Políticamente, los neoconfucianos también se oponían a la centralización en la corte imperial y, en cambio, abogaban por una mayor autonomía local y la creación de instituciones laterales, centradas en la comunidad, para la mejora social. Estas organizaciones voluntarias locales de letrados se centraban en la educación y la asistencia locales en lugar de alinearse con las necesidades del servicio o los funcionarios gubernamentales. El creciente número de letrados que no servían en el gobierno pero que se consideraban a sí mismos iguales a los funcionarios, capaces de una acción colectiva desde abajo, limitaba la autoridad de los funcionarios locales.
A pesar de esto, es necesario reconocer que el neoconfucianismo fue una tradición filosófica heterogénea y generalmente se clasifica en dos escuelas diferentes. El neoconfucianismo de las eras Song y Yuan era una «filosofía sistemática del yo, la sociedad, el gobierno y el cosmos». El objetivo original del movimiento neoconfuciano fue desplazar el énfasis de la educación formal de los logros literarios hacia el aprendizaje del Camino moral (en chino: 道, pinyin: dao).  Para lograrlo, las dos principales escuelas del neoconfucianismo enfatizaron diferentes formas de autocultivo.
En la China medieval, la corriente dominante del pensamiento neoconfuciano, conocida como la «escuela Tao», había considerado durante mucho tiempo al filósofo Lu Jiuyuan (en chino: 陸九淵; pinyin: Lù Jiǔyuān; 1139–1192), entre una serie de escritores no ortodoxos y no confucianos. Sin embargo, en el siglo XV, el prestigioso filósofo  Wang Yangming (1472-1529) se alineó con Lu y criticó algunos de los fundamentos de la escuela Tao, aunque sin rechazarla por completo. Surgieron objeciones a la filosofía de Yangming durante su vida, y poco después de su muerte, Chen Jian (1497-1567) agrupó a Wang y a Lu como escritores no ortodoxos, dividiendo el neoconfucianismo en dos escuelas. Como resultado, el neoconfucianismo actual se clasifica generalmente en dos escuelas de pensamiento diferentes. La escuela que se mantuvo dominante durante la Edad Media y la Edad Moderna temprana se denomina escuela Cheng-Zhu por la estima que otorga a Cheng Yi, Cheng Hao y Zhu Xi. La escuela opuesta, menos dominante, era la escuela Lu-Wang, basada en su estima por Lu Jiuyuan y Wang Yangming.
La escuela Cheng-Zhu vinculaba el principio o lì (en chino: 理; pinyin: lǐ; lit., 'principio racional', 'ley') con el corazón/mente (en chino: 心, pinyin: xin). El corazón/mente se originaba con la benevolencia (en chino: 仁, pinyin: ren), la rectitud (en chino: 義, pinyin: yi), la propiedad ritual (en chino: 禮, pinyin: li) y la sabiduría (en chino: 智, pinyin: zhi). Zhu Xi enfatizaba la «investigación de estas cosas», que al realizarse «una por una», con suerte conduciría a una epifanía, especialmente en lo que respecta a los cuatro principios del corazón. Como parte de este proceso, la escuela Cheng-Zhu sugería la lectura como una técnica de autocultivo, con el objetivo de alcanzar revelaciones morales más allá del texto. Por esta razón, el neoconfucianismo se centró en obras filosóficas en lugar de otros géneros como la historia, los ritos o la poesía.
La escuela Lu-Wang, más conocida como Yangmingismo en honor a Wang Yangming, sostenía que el conocimiento es intuitivo e irracional, y por lo tanto no reside en los libros. Lu Jiuyuan argumentó que esto era así, ya que en la época de los emperadores Yao y Shun no existían libros. Lu confiaba en que la verdad podía obtenerse mediante el diálogo y desconfiaba del exceso de erudición. Lu no compartía la creencia de Zhu en un reino abstracto de principios o en la naturaleza humana que sirviera de intermediario entre mente y principio.
Si bien la escuela Cheng-Zhu cobró relevancia con el respaldo estatal en 1241, la escuela Lu-Wang se convirtió con el tiempo en la corriente intelectualmente dominante del neoconfucianismo. A diferencia de la escuela Lu-Wang, de carácter ecuménico, la escuela Cheng-Zhu era combativa y exclusivista. Se oponía no solo al taoísmo y al budismo, sino que también discrepaba de iniciativas estatales. Zhu Xi criticó los planes de Wang Anshi por ser «estatistas por naturaleza, buscando enriquecer al estado a expensas del pueblo», mientras que él promovía las academias privadas, la comunidad local y los rituales familiares. El neoconfucianismo imaginaba una sociedad basada en instituciones comunitarias voluntarias y no apoyaba los programas gubernamentales que modificaran la sociedad.
- Escuela Cheng-Zhu («Aprendizaje de patrón», en chino: 理學, pinyin: Lixue)
  - Retorno a los orígenes con un enfoque en Confucio y Mencio
  - Reconocimiento de las emociones como una faceta necesaria de la vida moral
  - El autocultivo es fundamental, ya que une teoría y práctica
  - El autocultivo se refiere al compromiso filosófico con un ideal ético en el que la verdadera comprensión se traduce necesariamente en acción, y la acción surge necesariamente de la verdadera comprensión
  - Centrarse en el aprendizaje de los Cuatro Libros en lugar de los Cinco Clásicos
  - Centrarse en el autocultivo para alcanzar el potencial moral en lugar de aprender historia, ritos y poesía
- Escuela Lu-Wang («Aprendizaje del corazón/mente », en chino: 心學, pinyin: Xinxue)
  - Los principios últimos de la realidad se encuentran en los sentimientos del corazón/mente
  - El Principio no es independiente de la mente/corazón y se revela a través de sus actividades
  - El Principio está vivo y puede realizarse a través de la voluntad y la acción
  - El conocimiento moral encarna la verdad del principio y del corazón/mente
  - El conocimiento es innato
  - No hace falta ser un ratón de biblioteca para practicar el autocultivo

## En Corea
En la Corea de la dinastía Joseon (1392-1897), el neoconfucianismo se estableció como ideología estatal. Durante la dinastía Goryeo (918–1392), que la precedió, la península coreana fue ocupada por parte de la dinastía mongola china de Yuan (1271-1368) que introdujo la escuela neoconfucianista de Zhu Xi en Corea.  a través de filósofos como An Yu.  Para cuando se introdujo el neoconfucianismo, la dinastía Goryeo se encontraba en su último siglo de existencia.
Muchos eruditos coreanos visitaron China durante la era Yuan, y An Yu se encontraba entre ellos. En 1286, An Yu leyó un libro de Zhu Xi en Yanjing y quedó tan conmovido que lo transcribió íntegramente y regresó a Corea con él. Este libro inspiró enormemente a los intelectuales coreanos de la época, y muchos, predominantemente de clase media y desilusionados con los excesos de la religión organizada (en concreto, el budismo) y la antigua nobleza, abrazaron el neoconfucianismo. Los intelectuales neoconfucianos, en auge, lideraban grupos que buscaban derrocar la antigua dinastía Goryeo (cada vez más influenciada por extranjeros).
Tras la caída de la dinastía Goryeo y el establecimiento de la dinastía Joseon por Yi Song-gye en 1392, el neoconfucianismo se instauró como ideología de Estado. El budismo, y la religión organizada en general, se consideraban perjudiciales para el orden neoconfuciano. En consecuencia, el budismo fue restringido y, en ocasiones, perseguido por la dinastía Joseon. A medida que el neoconfucianismo impulsaba la educación, se fundaron varias escuelas e institutos neoconfucianos (서원 seowon y 향교 hyanggyo) en todo el país, de las que surgieron numerosos eruditos, entre ellos Jo Gwang-jo (조광조, 趙光祖; 1482-1520), Yi Hwang (이황, 李滉; seudónimo Toegye 퇴계, 退溪; 1501-1570) e Yi I (이이, 李珥; 1536-1584).
A principios del siglo XVI, Jo Gwang-jo intentó transformar la dinastía Joseon en una sociedad neoconfuciana ideal con una serie de reformas radicales hasta que fue ejecutado en 1520. A pesar de ello, el neoconfucianismo pronto asumió un papel aún más importante en la dinastía Joseon. Pronto, eruditos neoconfucianos, ya no contentos con leer y recordar los preceptos originales chinos, comenzaron a desarrollar nuevas teorías neoconfucianas. Yi Hwang e Yi I fueron los más destacados de estos nuevos teóricos.
Los discípulos más destacados de Yi Hwang fueron Kim Seong-il (金誠一, 1538-1593), Yu Sŏngnyong (1542-1607) y Jeong Gu (한강 정구, 寒岡 鄭逑, 1543-1620), conocidos como los «tres héroes». Les siguió una segunda generación de eruditos, entre ellos Jang Hyungwang (張顯光, 1554-1637) y Jang Heunghyo (敬堂 張興孝, 1564-1633), y una tercera generación (que incluía a Heo Mok, Yun Hyu, Yun Seon-do y Song Si-yeol), quienes llevaron la escuela hasta el siglo XVIII.
Sin embargo, el neoconfucianismo se volvió tan dogmático en un lapso relativamente breve que impidió los muy necesarios desarrollo y cambio socioeconómicos, y provocó divisiones internas y críticas a muchas teorías nuevas, independientemente de su atractivo popular. Por ejemplo, las teorías de Wang Yangming, populares durante la dinastía Ming china, fueron consideradas herejías y severamente condenadas por los neoconfucianistas coreanos. Además, se excluyó cualquier anotación sobre el canon confuciano que no fuera de Zhu Xi. Bajo la dinastía Joseon, la emergente clase dirigente, llamada Sarim (사림, 士林), también se dividió en facciones políticas según la diversidad de sus perspectivas neoconfucianas sobre la política. Existían dos grandes facciones y numerosas subfacciones.
Durante las invasiones japonesas de Corea (1592-1598), muchos libros y eruditos neoconfucianos coreanos fueron llevados a Japón, lo que influyó en eruditos japoneses como Fujiwara Seika y afectó al desarrollo del neoconfucianismo japonés.

## Filósofos neoconfucionistas

### China
- Cheng Yi
- Lu Xiangshan también conocido como Lu Jiuyuan (1139–1193)
- Ouyang Xiu (1007–1072)
- Shao Yong (1011–1077)
- Su Shi, también conocido como Su Dongpo (1037–1101)
- Wang Yangming también conocido como Wang Shouren
- Ye Shi (1150–1223)
- Zhang Zai (1020 - 1077)
- Zhou Dunyi (1017–1073)
- Zhu Xi (1130–1200)

### Corea
- An Hyang (1243–1306)
- Yi Saek (1328–1396)
- Jeong Mong-ju (1337-1392)
- Jeong Dojeon (1342-1398)
- Gil Jae (1353-1419)
- Jeong Inji (1396–1478)
- Kim Jong-jik (1431-1492)
- Jo Gwang-jo (1482-1519)
- Yi Hwang Pen name Toegye (1501–1570)
- Jo Sik (1501–1572)
- Yi I Pen name Yulgok (1536–1584)
- Seong Hon (1535–1598)
- Song Si-yeol (1607–1689)

### Japón
- Fujiwara Seika (1561–1619)
- Hayashi Razan (1583–1657)
- Nakae Tōju (1608–1648)
- Yamazaki Ansai (1619–1682)
- Kumazawa Banzan (1619–1691)
- Yamaga Sokō (1622–1685)
- Itō Jinsai (1627–1705)
- Kaibara Ekken (también conocido como Ekiken) (1630–1714)
- Arai Hakuseki (1657–1725)
- Ogyū Sorai (1666–1728)
- Nakai Chikuzan (1730–1804)
- Ōshio Heihachirō (1793–1837)

### Vietnam
- Nguyễn Khuyến
- Phan Dinh Phung
- Tự Đức